# Amtsgericht Hirschhorn
Das Amtsgericht Hirschhorn war von 1879 bis 1968 (als Zweigstelle bis 2003) ein hessisches Amtsgericht mit Sitz in Hirschhorn (Neckar).

## Bezirk
Der Bezirk des Amtsgerichts Hirschhorn war einer der kleinsten in Hessen. Verursacht war das durch seine Lage ganz im Süden des Großherzogtums Hessen, umgeben von badischem „Ausland“, der es vom Großherzogtum trennenden Barriere des Odenwalds und den damit verbundenen Wegezeiten, bevor Individualverkehr in großem Umfang aufkam.
| Gemeinde             | Herkunft                    | Zugang | Abgang | Nach                    |
| -------------------- | --------------------------- | ------ | ------ | ----------------------- |
| Darsberg             | Landgericht Hirschhorn      | 1879   | 2003   | Amtsgericht Fürth       |
| Grein                | Landgericht Hirschhorn      | 1879   | 2003   | Amtsgericht Fürth       |
| Hirschhorn (Neckar)  | Landgericht Hirschhorn      | 1879   | 2003   | Amtsgericht Fürth       |
| Kortelshütte         | Landgericht Hirschhorn      | 1879   | 1968   | Amtsgericht Michelstadt |
| Langenthal           | Landgericht Hirschhorn      | 1879   | 2003   | Amtsgericht Fürth       |
| Neckarhausen         | Landgericht Hirschhorn      | 1879   | 2003   | Amtsgericht Fürth       |
| Neckarsteinach       | Landgericht Hirschhorn      | 1879   | 2003   | Amtsgericht Fürth       |
| Ober-Schönmattenwag  | Amtsgericht Wald-Michelbach | 1968   | 2003   | Amtsgericht Fürth       |
| Rothenberg           | Landgericht Hirschhorn      | 1879   | 1968   | Amtsgericht Michelstadt |
| Unter-Schönmattenwag | Amtsgericht Wald-Michelbach | 1968   | 2003   | Amtsgericht Fürth       |

## Geschichte

### Gründung
Mit dem Gerichtsverfassungsgesetz von 1877 wurden Organisation und Bezeichnungen der Gerichte reichsweit vereinheitlicht. Zum 1. Oktober 1879 hob das Großherzogtum Hessen deshalb die Landgerichte auf, die bis dahin in den rechtsrheinischen Provinzen des Großherzogtums die Gerichte erster Instanz gewesen waren. Funktional ersetzt wurden sie durch Amtsgerichte. So ersetzte das Amtsgericht Hirschhorn das Landgericht Hirschhorn. „Landgerichte“ nannten sich nun die den Amtsgerichten direkt übergeordneten Obergerichte. Das Amtsgericht Hirschhorn wurde dem Bezirk des Landgerichts Darmstadt zugeordnet.

### Ende
Nach dem verbreiteten Aufkommen des Individualverkehrs wurde der Weg zum nächstgrößeren hessischen Amtsgericht zumutbar, der Unterhalt des kleinen Amtsgerichts in Hirschhorn wirtschaftlich unangemessen. So wurde das Amtsgericht Hirschhorn in zwei Schritten aufgegeben:
Am 1. Juli 1968 wurde das Amtsgericht Hirschhorn (Neckar) als eigenständiges Gericht aufgehoben. Die Gemeinde Rothenberg wurde dem Amtsgericht Michelstadt zugeordnet, die übrigen Gemeinden bildeten nun zusammen mit Unter- und Ober-Schönmattenwag den Bezirk der Zweigstelle Hirschhorn (Neckar) des Amtsgerichts Fürth. Am 1. November 2003 wurde diese Zweigstelle aufgelöst.

## Richter
- Max Schilling-Trygophorus (1897–1900)